# ノストラティック大語族

Bomhard (2008)によるノストラティック大語族の系統仮説

ノストラティック大語族（Nostratic languages）とは、ユーラシアの多くの語族を含む、仮説段階の大語族である。ホルガー・ペデルセンによって、20世紀初頭に最初に提唱された。最小限のくくりでは、インド・ヨーロッパ語族、ウラル語族、アルタイ諸語、南コーカサス語族が含まれる。加えて、アフロ・アジア語族、ドラヴィダ語族、ニブフ語、エラム語、シュメール語、ユカギール語、エスキモー・アレウト語族、チュクチ・カムチャツカ語族などが含まれることもある。

## 原郷と拡散

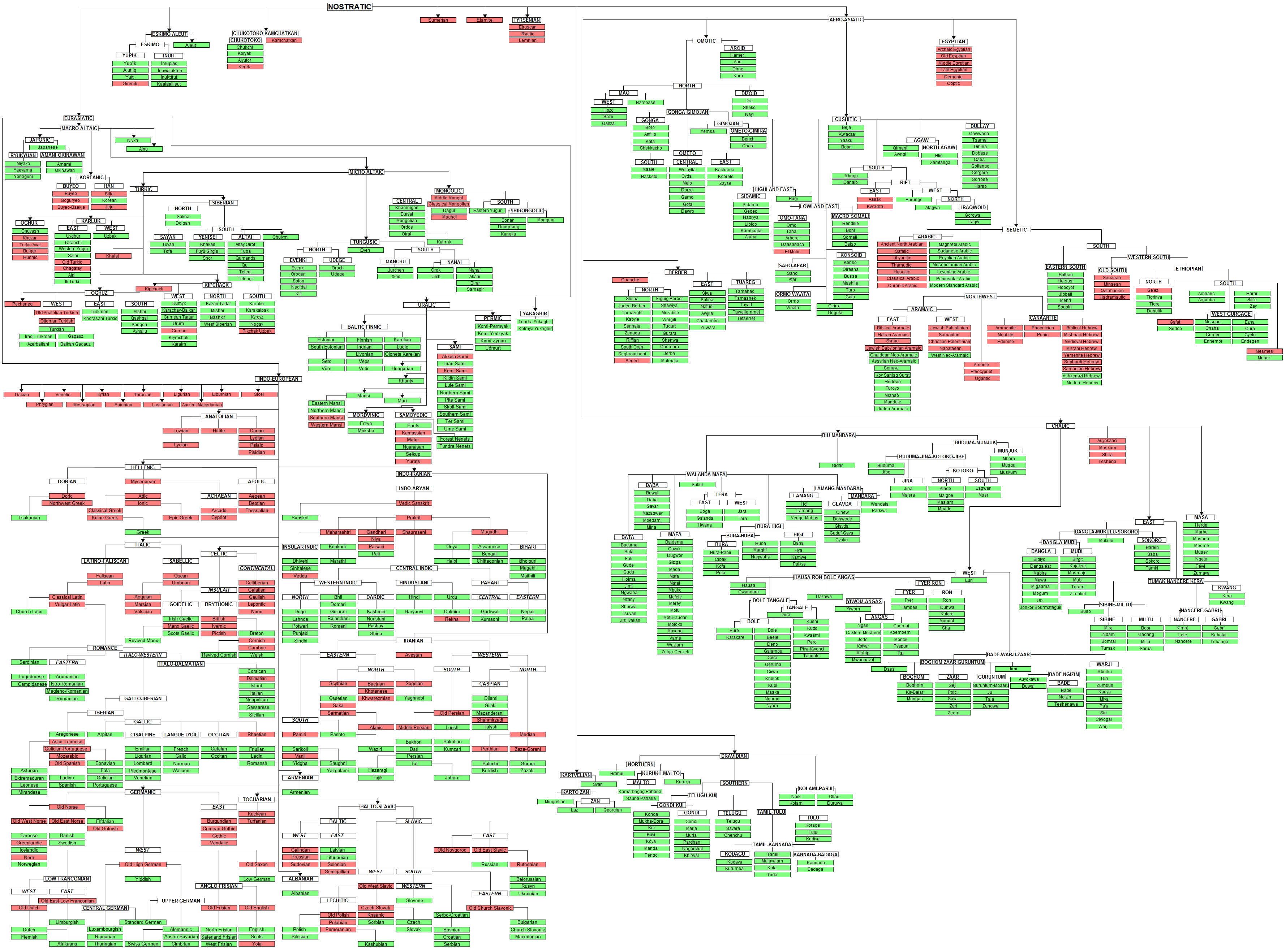
ノストラティック大語族仮説による言語の系統図

Bomhard (2008) は、ノストラティック祖語は紀元前8,000年にレバントの新石器革命の開始と共に分化し、肥沃な三日月地帯を越えてコーカサス（カルトヴェリ祖語）、エジプトと紅海を超えてアフリカの角（アフロ・アジア祖語）、イラン高原（エラム・ドラヴィダ祖語）、中央アジア（ユーラシア祖語、その後紀元前5,000年にインド・ヨーロッパ祖語、アルタイ祖語、ウラル祖語に分化）へそれぞれ拡散していったとしている。

## 大語族としての位置づけ
- ボレア大語族
  - ノストラティック大語族
    - ユーラシア大語族
    - アフロ・アジア語族、ドラヴィダ語族

  - デネ・コーカサス大語族
  - オーストリック大語族